# Haemaphysalis mageshimaensis
Haemaphysalis mageshimaensis är en fästingart som beskrevs av Saito och Harry Hoogstraal 1973. Haemaphysalis mageshimaensis ingår i släktet Haemaphysalis och familjen hårda fästingar. Inga underarter finns listade i Catalogue of Life.